# A Friend in Need (film, 1909)
Pour les articles homonymes, voir A Friend in Need.
Pour plus de détails, voir Fiche technique et Distribution.
A Friend in Need est un film muet britannique réalisé par Lewin Fitzhamon, sorti en 1909.

## Fiche technique
- Titre : A Friend in Need
- Réalisation : Lewin Fitzhamon
- Scénario :
- Photographie :
- Montage :
- Producteur : Cecil Hepworth
- Société de production : Hepworth Studios
- Distribution : Hepworth Studios
- Pays d'origine :  Royaume-Uni
- Langue : film muet avec les intertitres en anglais
- Format : Noir et blanc — 35 mm — 1,33:1 — Muet
- Genre : Western
- Durée : 4 minutes
- Date de sortie : Royaume-Uni : janvier 1909